# Лепорано (Казерта)
Лепорано је насеље у Италији у округу Казерта, региону Кампанија.
Према процени из 2011. у насељу је живело 95 становника. Насеље се налази на надморској висини од 99 м.